# Manuel Calduch
Manuel Calduch Almela (Villarreal, Castellón, España; 24 de marzo de 1901 – Castellón, España; 21 de marzo de 1981) fue un farmacéutico y botánico español.
En 1923 obtuvo la Licenciatura de Farmacia en la Universidad de Barcelona y en 1925 abrió un establecimiento farmacéutico en la localidad de Almazora (Castellón), actividad que mantendría hasta su muerte. Su humanidad y carácter extrovertido lo hicieron popular y querido en dicha localidad donde llegó a ejercer durante los años de la Segunda República Española como juez de paz.
A él se deben preparados como el ungüento conocido como suavina, los sellos de quinina o el antianémico Hemegenol que ayudaron a erradicar las fiebres tercianas que eran endémicas de la zona, soluciones insecticidas de pelitre que fueron remedio eficaz contra la sarna e incluso colaboró en investigaciones médicas para la determinación del antibiótico más conveniente contra determinados tipos de hepatitis.
En el año 1968 hizo público su descubrimiento de la Setaria adhaeren (Forssk.) Chiov. var. font-queri Calduch(basónimo) , una variedad vegetal hasta el momento desconocida y que él nombró font-queri en homenaje a su maestro y amigo el profesor Pius Font i Quer: Setaria verticillata (L.) P.Beauv. var. font-queri (Calduch) O.Bolòs & Vigo

## Honores

### Eponimia
- En su ciudad natal, Villarreal: el Paseo Botánico Calduch, una senda a orillas del río Mijares que conserva la frondosa vegetación de umbría que el autor empezó a recoger y clasificar en forma de herbario

Especies
- (Brassicaceae) Biscutella calduchii (O.Bolòs & Masclans) Mateo & M.B.Crespo[2]

- (Lamiaceae) Sideritis calduchii Cirujano, Roselló, Peris & Stübing[3]
- La abreviatura «Calduch» se emplea para indicar a Manuel Calduch como autoridad en la descripción y clasificación científica de los vegetales.[4]